# FRIDAY SOUND JUNCTION
『FRIDAY SOUND JUNCTION』（フライデー サウンド ジャンクション）は、2022年10月7日からFM COCOLOで放送されているラジオ番組。略称は『フラジャン』。
番組開始から2025年3月28日までは『FRIDAY NIGHT JUNCTION』（フライデー ナイト ジャンクション）の番組名で放送されていた。

## 概要
2022年10月期改編で、同年10月7日から『FRIDAY NIGHT JUNCTION』の番組名で放送開始。週末の入り口を「Good Music & Mellow Talk」という構成で彩る2時間プログラムである。
2025年4月4日より、放送枠移動と共に番組名も『FRIDAY SOUND JUNCTION』に改題した。

## DJ
- 光永亮太（2025年4月4日 - ）

## 放送時間
- 金曜日 16:00 - 18:00（2025年4月4日 - ）

### 過去の放送時間
- 金曜日 18:00 - 20:00（2022年10月7日 - 2025年3月28日）

## 主なコーナー
ラビーズホーム Weekend Specials
ラビーズホーム提供。週末の過ごし方をリスナーのリクエストと共に提案する。
Joshin Catch the Topics
ジョーシン提供。1週間の楽しかった出来事をまとめて紹介する。